# Swinemünde (Schiff)
Die Swinemünde war ein deutsches Passagierdampfschiff, das vorwiegend im Liniendienst zwischen Swinemünde und Stettin eingesetzt wurde.
Das Schiff lief am 4. April 1891 auf der Stettiner AG, vormals Möller & Holberg, in Grabow bei Stettin vom Stapel. Im Mai 1891 wurde es von der 1890 gegründeten Swinemünder Dampfschiffahrts-Aktien-Gesellschaft in Dienst gestellt, die 1928 von der Stettiner Dampfschiffs-Gesellschaft J. F. Braeunlich übernommen wurde. Abgesehen von gelegentlichen Sonderfahrten beschränkte sich der Einsatz der Swinemünde auf den Verkehr von Swinemünde über das Stettiner Haff nach Stettin und zurück. Während des Zweiten Weltkriegs sank die Swinemünde am 17. August 1944 im Hafen von Stettin bei einem Bombenangriff auf die Stadt.
Die mit 243 BRT vermessene Swinemünde war 46,4 m lang und 6,5 m breit. Eine Verbunddampfmaschine mit 500 PS brachte das von einer Schraube getriebene Schiff auf ungefähr 9 Knoten. Die Swinemünde hatte 13 Mann Besatzung und konnte bis zu 440 Passagiere befördern.